# Chemische Ionisation bei Atmosphärendruck

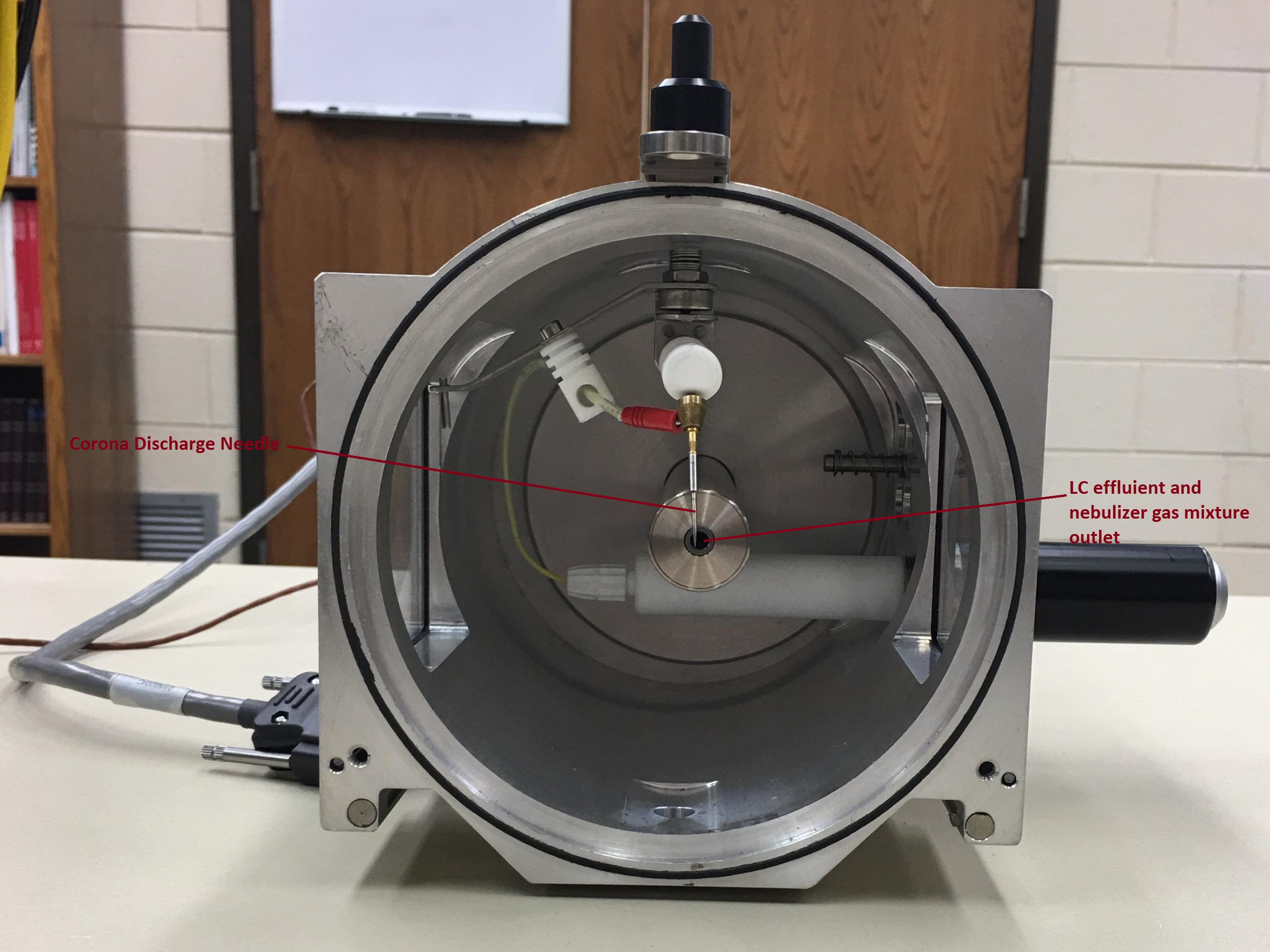
Bild einer APCI-Quelle mit Korona-Nadel

Chemische Ionisation bei Atmosphärendruck (englisch atmospheric pressure chemical ionization, APCI) ist ein Ionisierungsverfahren, das in Massenspektrometern in der Regel bei der Kopplung mit der HPLC verwendet wird. Es ist eine Form der chemischen Ionisierung bei atmosphärischem Druck und wurde 1974 durch Evan C. Horning entwickelt. Die APCI-Methode ist auch für Analyten recht gut geeignet, die weniger polar sind.

## Ausführung
Eine Lösung des Analyten wird durch eine Kapillare in einem Stickstoffstrom zerstäubt, wobei ein Aerosol entsteht. Dieses wird durch eine beheizte Keramik (300–600 °C) geführt, wo das Lösungsmittel vollständig verdampft wird.
Der austretende Dampf wird durch Anlegen einer Hochspannung (ca. 5 kV) über eine nadelförmige Elektrode (sog. Koronanadel, engl. corona discharge needle) in ein Plasma überführt. In dem Plasma werden zunächst aus dem Lösungsmittel und eventuell zugesetztem Puffer (häufig Ammoniumacetat) Ionen gebildet. Die ionisierten Lösungsmittelmoleküle wiederum ionisieren die Analytmoleküle, die dann in die eigentliche Messapparatur überführt werden. Es kommt also zur Ionisation von Stickstoffmolekülen, die dann in einer Reaktionskaskade schlussendlich protonierte Wassercluster bilden, die dann einen Protonen-transfer auf die Analytmoleküle durchführen können.
In Abhängigkeit von Lösungsmittel und Analyt sind folgende Reaktionen möglich:
- Protonierung (wie bei chemischer Ionisation, z. B. bei Aminen)
- Ladungsaustausch
- Deprotonierung (z. B. bei Carbonsäuren, Phenolen)
- Elektroneneinfang (z. B. bei Halogenverbindungen und Aromaten)

Mehrfach geladene Moleküle [M+nH]n+, wie bei der Elektrospray-Ionisation (ESI), werden nicht beobachtet.
Oft kann APCI in einer modifizierten ESI-Ionenquelle durchgeführt werden. Die Methode ist weniger schonend als ESI, das heißt, es treten vermehrt Fragmentionen auf.
APCI erlaubt es, die relativ hohen Flussraten einer Standard-HPLC direkt zu verwenden, ohne dass der größte Teil des Volumens verworfen werden muss. Der Einsatz von APCI ist unter den folgenden Voraussetzungen sinnvoll:
- Der Analyt ist mit ESI schlecht ionisierbar (z. B. wenig funktionelle Gruppen, kein Stickstoff)
- Der Analyt enthält nur wenig reaktive funktionelle Gruppen (z. B. Kohlenwasserstoffe, Alkohole, Aldehyde, Ketone, Ester)
- Die Probe ist thermisch stabil und verdampfbar

## Varianten

### Photoionisation bei Atmosphärendruck (APPI)
Bei der Photoionisation bei Atmosphärendruck (engl. atmospheric pressure photoionization) wird die Ionisation in der APCI-Quelle durch Vakuum-Ultraviolett-Strahlung angeregt. Dies ist insbesondere dann vorteilhaft, wenn die Ionisation mit ESI oder APCI nur unzureichend erfolgt.
Bei der APPI-Quelle handelt es sich meist um eine modifizierte APCI- oder ESI-Quelle.

### APCI-GC
Atmosphärendruck-GC (APGC oder APCI-GC) wurde bereits in den 1970er Jahren von der Arbeitsgruppe Hornings entwickelt. In den letzten Jahren wurde es zur Kopplung der Gaschromatographie mit eigentlich für die Kopplung mit HPLC-MS entwickelten Massenspektrometern wiederentdeckt. Vorteil dieser Technik ist die im Vergleich zur EI sanfte Ionisierung. Viele halogenorganische Substanzen bilden unter APGC-Bedingungen nur das Molekül-Ion bzw. Quasi-Molekül-Ion.
Bei der APGC-Quelle handelt es sich meist um eine modifizierte APCI- oder ESI-Quelle in Verbindung mit einer geheizten Transferline zum Gaschromatographen.